# 비르슈토나스

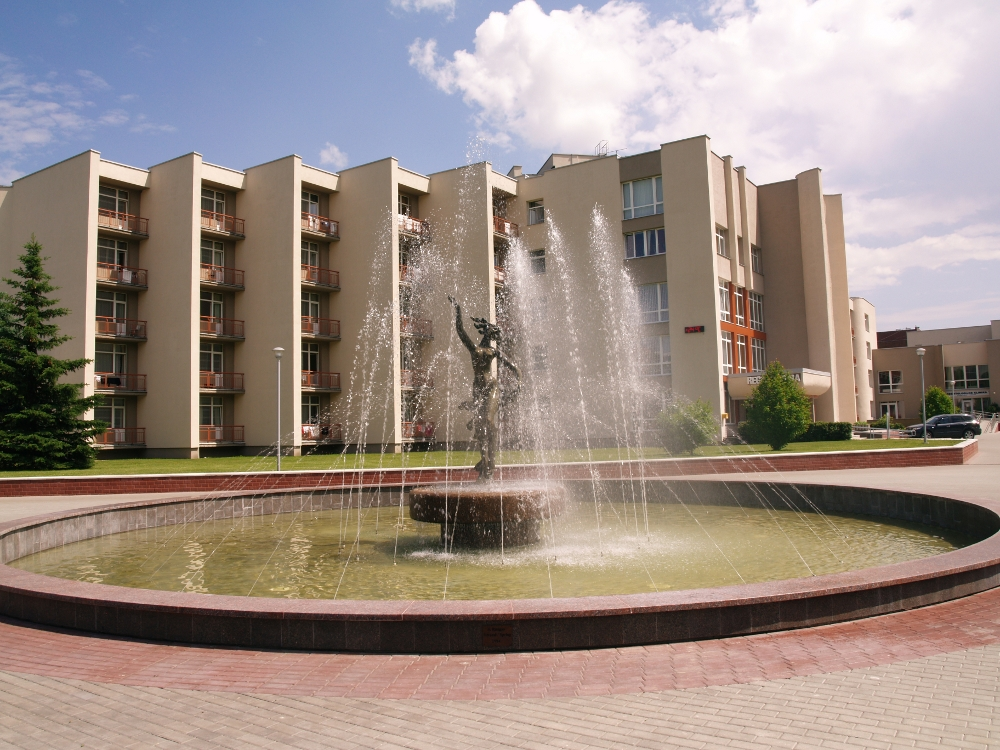
비르슈토나스

비르슈토나스(리투아니아어: Birštonas)는 리투아니아 중부 카우나스주의 도시로 인구는 3,138명(2005년 기준)이다. 카우나스에서 남쪽으로 30km 정도 떨어진 곳에 위치하며 네만강 우안과 접한다.
1382년 튜턴 기사단 연대기에 처음으로 등장했으며 1529년에 도시 지위를 부여받았다. 온천으로 유명한 휴양 도시이다.

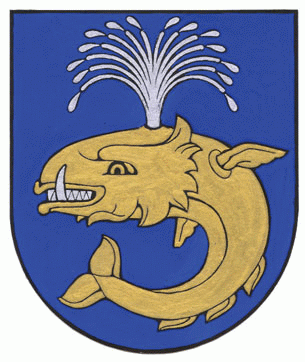
시 문장